# Gabriel Alcalde i Gurt
Gabriel Alcalde i Gurt (Olot, Garrotxa, 16 de juliol de 1958 - Olot, Garrotxa, 25 d'abril de 2019) va ser un historiador, arqueòleg, museòleg i professor de museologia català.
Doctorat en Història per la Universitat de Girona el 1993, amb una tesi centrada en la museologia, diplomat en estudis avançats en Museologia per la Universitat Jean-Monnet el 1996, i diplomat de l'Escola Pràctica d'Estudis Superiors de París (1986), va ser el primer director del Museu Comarcal de la Garrotxa d'Olot, des del 1983 al 1997, on anteriorment havia exercit om a conservador entre 1981 i 1982. Posteriorment, va dirigir l'Institut del Patrimoni Cultural de la Universitat de Girona i també l'Institut Català de Recerca en Patrimoni Cultural entre els anys 1996 i 2013. Des del 1999 fou professor titular de museologia i patrimoni cultural al Departament d'Història i Història de l'Art de la Universitat de Girona, on exercia com a professor des del 1994. Entre l'any 2000 i el 2004 va ser codirector de les cinc edicions de l'Escola d'Estiu de Museologia, organitzades per la Universitat de Girona i l'Associació de Museòlegs de Catalunya.
Ha participat en projectes de recerca relacionats amb el patrimoni cultural especialment a Catalunya, i també a Síria, el Sàhara Occidental i Nicaragua. Va ser professor convidat a la Universitat Nacional Autònoma de Nicaragua, a Managua (1997). La seva recerca en el camp de la museologia i el patrimoni cultural s'ha centrat especialment en els estudis de visitants, en l'anàlisi dels processos de patrimonialització i en els usos del patrimoni cultural. En aquest sentit, ha publicat nombrosos articles sobre el patrimoni cultural, la museologia i l'arqueologia en revistes catalanes i d'arreu. Durant la direcció de l'ICRPC cal destacar la publicació de Museums of today: the new museus of society, conjuntament amb Xavier Roigé i Jusèp Boya o La patrimonialització de l'arqueologia amb Josep Burch. Des de 2004 era membre de la Junta de Museus de Catalunya.
En la seva trajectòria com a arqueòleg, va formar part de diverses campanyes d'excavació a la Prunera, Sant Joan les Fonts i a la Bauma del Serrat del Pont, a Tortellà, així com a les excavacions al Jaciment arqueològic de la Cova 120 i al jaciment del Pont de Llierca, a l'Alta Garrotxa. Dins d'aquest camp va esdevenir en un referent a Catalunya de l'estudi de la microfauna. Va ser un dels principals investigadors de la comarca de la Garrotxa on també va impulsar diversos projectes de recerca.
La figura d'en Gabriel Alcalde és clau en l'àmbit del folklore olotí, ell és el punt d'inflexió que marca un abans i un després. El 1983, va iniciar el procés de democratització de faràndula d'Olot ballant el gegant, que és tot un símbol de la ciutat. Aquest procés va revertir la situació anterior i va evolucionar en dues direccions. La primera i la més evident és que va deixar de ser una activitat lucrativa per esdevenir la participació conscient en una tradició, aleshores ja quasi centenària. La segona és la sacsejada que va produir a la societat olotina el fet que fos el director del Museu Comarcal de la Garrotxa que decidís fer aquest pas. A més, ho va fer sense cap trencadissa amb l'equip de geganters anterior. Paral·lelament al seu ingrés a la colla de geganters, Gabriel Alcalde va ballar la majoria de les figures del bestiari popular olotí que, a la dècada del 1980, sortien al carrer, entre d'altres, el Drac, el Conill, l'Àliga de sant Ferriol i, fins i tot, algunes de nova creació com el Gat del barri de Sant Miquel. El mateix any 1983, l'institut Montsacopa d'Olot dedica una setmana cultural a la faràndula olotina, amb la participació activa de Gabriel Alcalde, i que es va culminar amb una ballada a la plaça de braus de la majoria de les figures, moltes de les quals inactives. Hi van participar més de 3.000 alumnes de primària i secundària. Tot plegat va iniciar un interès per aquesta part de la cultura olotina, que, amb els anys, va anar creixent, fins al punt que cada barri i, fins i tot, entitats de la ciutat, van crear noves figures. A més i en el cas de la faràndula de les Festes del Tura (gegants de Miquel Blay i Celestí Devesa, nans, cavallets i el capgròs Cap de Lligamosques), es van assolir cotes de comunió amb la ciutadania desitjables en l'àmbit de la cultura popular.

## Publicacions
- Passió col·leccionista. El Museu-Biblioteca de mossèn Pere Valls i Vilà (1848-1925) (2014), juntament amb Francesc Miralpeix Vilamala
- La patrimonialització de l'arqueologia. Conceptualitzacions i usos actuals del patrimoni arqueològic al nord-est de la península Ibèrica (2011), juntament amb Josep Burch (com a editors)
- Museums of today. The new museums of society (2011), juntament amb Xavier Roié i Jusèp Boya (ed.)
- L'ús del Museu d'Art de Girona. Anàlisi de la utilització del centre en el període 2002-2003 (2004), juntament amb Josep Manuel Rueda Torres.